# Pausandra fordii
Pausandra fordii är en törelväxtart som beskrevs av Ricardo de Sousa Secco. Pausandra fordii ingår i släktet Pausandra och familjen törelväxter. Inga underarter finns listade i Catalogue of Life.